# Lions de Trois-Rivières
Lions de Trois-Rivières, engelska: Trois-Rivieres Lions, är ett kanadensiskt professionellt ishockeylag som spelar i den nordamerikanska ishockeyligan ECHL sedan 2021, när de grundades. De spelar sina hemmamatcher i inomhusarenan Colisée Vidéotron, som har en publikkapacitet på 4 390 åskådare, i Trois-Rivières i Québec. Laget ägs av Deacon Sports & Entertainment, som äger också Iowa Heartlanders och Newfoundland Growlers i samma ishockeyliga. Lions är farmarlag till Montreal Canadiens i National Hockey League (NHL) och Rocket de Laval i American Hockey League (AHL). De har ännu inte vunnit någon Kelly Cup, som är trofén till det lag som vinner ECHL:s slutspel.
Spelare som har spelat för dem är bland andra Cameron Hillis och Kevin Poulin.